# Friedrich Greuhm
Friedrich Jakob Greuhm (* 24. März 1772 in Darmstadt; † 1. Dezember 1823 in Georgetown bei Washington, D.C.) war ein deutscher Diplomat. Von 1817 bis 1820 sowie von 1822 zu seinem Tod war er der erste preußische Ministerresident in den Vereinigten Staaten.

## Leben
Greuhm wurde als zweitjüngstes von elf Kindern des hessisch-darmstädtischen Regierungsrats Georg Nicolaus Greuhm (1710–1774) und dessen Ehefrau Regina Luise (1730–1796), einer Tochter des Gießener Medizinprofessors Johann Casimir Hert (1680–1748), in Darmstadt geboren. Einer seiner älteren Brüder war der Diplomat Ludwig Franz Greuhm. Über seine ältere Schwester Margaretha Luisa (1760–1819) wurde er 1796 Schwager des Berliner Schauspielintendanten August Wilhelm Iffland.
Greuhm diente seit 1798 in Kassel als Sekretär des Grafen Wilhelm zu Sayn-Wittgenstein-Hohenstein. Aus dessen Entourage trat Greuhm unter Staatsminister Karl August von Hardenberg in preußische Dienste. Offenbar lernte er in dieser Zeit den spanischen Gesandten in Berlin, Benito Pardo de Figueroa (1755–1812), kennen. Des Spanischen kundig, übersetzte er 1806 Pardos 1804 in Paris veröffentlichte Schrift Examen analitico del Quadro de la Transfiguration de Rafael d’Urbino, eine Abhandlung über das Gemälde Transfiguration des italienischen Malers Raffael, ins Deutsche. Die Übersetzung überreichte er am 4. Oktober 1806 dem Dichter Johann Wolfgang von Goethe, sich auf dessen Interesse an dem Gegenstand beziehend. Nach einer Tätigkeit als Geheimer expedierender Sekretär bei der Generalkontrolle der Finanzen, die er um 1807 ausübte, wurde er um 1814 preußischer Legationsrat. Als solcher war er in der Funktion eines Geschäftsträgers unter anderem in London tätig und informierte während des Wiener Kongresses die preußische Staatsspitze über die öffentliche Meinung in Großbritannien. Auf Betreiben Hardenbergs entsandte ihn König Friedrich Wilhelm III. 1817 als Generalkonsul und Ministerresident nach Washington, wo er sich vor allem um die 1785 unter Friedrich II. erstmals vertraglich geregelten preußisch-amerikanischen Handelsbeziehungen zu kümmern sollte. US-Außenminister John Quincy Adams, der ihn am 8./11. November 1817 akkreditierte, schlug er einen auf Gegenseitigkeit beruhenden Meistbegünstigungsvertrag vor. Es gelang ihm, im Zuge eines Gesetzes des US-Kongresses vom 3. März 1819 für eine Zeit bis zum 1. Januar 1824 die völlige Gleichstellung preußischer, hamburgischer und bremischer Schiffe mit denen der heimischen und niederländischen Handelsmarine in US-amerikanischen Häfen zu erreichen. Für seine Verdienste erhielt er den Roten Adlerorden dritter Klasse.
Am 20. November 1819 heiratete er am Wohnsitz des US-Politikers Henry Middleton in Kalorama bei Washington, D.C. Virginie Bridon de la Maillardière (1794–1860), die Tochter des verarmten, bald darauf verstorbenen französischen Armeeintendanten Vincent François Louis Bridon de la Maillardière (1765–1814), die – wie John Quincy Adams in seinem Tagebuch schrieb – als Gouvernante einer amerikanischen Familie in die Vereinigten Staaten gekommen und als solche auch bei Middleton gearbeitet hatte. Im Juni 1820 kehrte Greuhm aus Philadelphia, dem damaligen Sitz der preußischen Gesandtschaft, vorübergehend nach Berlin zurück, wo er bis 1822 einen Posten im Departement des Äußeren im Preußischen Staatsministerium bekleidete. Im August 1822 erneut als Ministerresident in die Vereinigten Staaten entsandt, starb er im Folgejahr an einem Schlaganfall in seiner Residenz in Georgetown.